# Луниджана
Луниджиана или Луниджана (на италиански: Lunigiana; на латински: Lunensis Ager) е историческа област в Италия в южната част на регион Лигурия и в северната част на регион Тоскана.
Луниджиана се намира в днешната южна провинция Специя и в северотосканската провинция Маса и Карара. Разположена е на река Магра и на нейното устие в Лигурско море, обхваща Апуанските Алпи. Името ѝ идва от град Луни (Луна).
От 13 век регионът е известен под латинското име Provincia Lunisanae и е тясно свързан с фамилията Маласпина.